# Заметіль (повість)
«Заметіль» (рос. Метель) — повість російського письменника Олександра Пушкіна з циклу «Повістей покійного Івана Петровича Бєлкіна», написана в 1830 році в Болдіно і видана в 1831 році. Повість написана останньою в циклі; вона була закінчена 20 жовтня 1830 року. Екранізована в 1964 році.
Як і повість «Панянка-селянка», «розказана» підставному автору Бєлкіну дівицею К. І. Т.
Повість тісно перегукується з баладою Василя Жуковського «Світлана», починаючи з епіграфа, загального містичного настрою і закінчується розв'язкою-тлумаченням.

## Сюжет
Початок дії приурочено 1811 року і триває після закордонного походу російської армії.
Марія Гаврилівна, дочка поміщика, закохується в бідного армійського прапорщика Володимира Миколайовича. Вони таємно зустрічаються і ведуть листування, незважаючи на невдоволення батьків Марії Гаврилівни. Незабаром Володимир пропонує дівчині втекти разом з ним і повінчатися в церкві сусіднього села. Приїхавши до церкви, Марія Гаврилівна не застає там свого нареченого, — Володимир потрапляє в сильну заметіль і збивається з дороги. Гусарський полковник Бурмін, що проїжджає повз церкву, заради забави вирішує видати себе за нареченого і вінчається з Марією Гаврилівною, яка помилково приймає його за Володимира. Після вінчання Бурмін виїжджає з церкви, а Володимир пише напівбожевільного листа, в якому говорилося, що він ніколи не ступить ногою в будинок своєї колишньої нареченої. Незабаром починається війна 1812 року, Володимир іде воювати, отримує важке поранення під Бородіним і через кілька днів помирає. Натомість Бурмін благополучно повертається з війни, ставши Георгіївським кавалером і знову зустрічає Марію Гаврилівну, в яку пристрасно закохується. Він розповідає дівчині свою історію про те, як він ще до війни жартома обвінчався з молодою дівчиною і тепер не має надії на те, щоб відшукати ту, з якої так жорстоко познущався. Після слів Марії Гаврилівни: «Боже мій, Боже мій! Так це були ви! І ви не впізнаєте мене?» Бурмін блідне і кидається до її ніг.

## Хронологія подій
Хронологія подій повісті досить точно встановлена в ній самим автором:
- Початок 1812 року: втеча Марії Гаврилівни з дому і вінчання з гусаром Бурміним.
- Кінець зими або весна 1812 року: від'їзд Володимира в армію.
- 12 червня 1812 року: вторгнення французької армії в Росію, початок війни.
- 26 серпня 1812 року: Бородінська битва, поранення і незабаром смерть Володимира «в Москві, напередодні вступу французів». Передові частини наполеонівської армії увійшли до Москви 2 вересня 1812 року.
- 31 березня 1814 року: вступ російської армії в Париж.
- Кінець 1814 року — зима чи весна 1815 року: приїзд полковника Бурміна і знайомство з Марією Гаврилівною.
- Літо 1816 року: освідчення Бурміна і Марії Гаврилівни. Освідчення відбувається через три роки після смерті Володимира.

## У мистецтві
- 1918 — «Заметіль» — німий фільм. Режисер Микола Маліков (фільм не зберігся)
- 1964 — Фільм «Заметіль» (СРСР). Режисер  Володимир Басов
- 1972 — «І дощ змиває всі сліди» («Und der Regen verwischt jede Spur» (ФРН, Франція)). Режисер Альфред Форер
- Композитором Георгієм Свиридовим був складений романс «Заметіль», а також інші музичні ілюстрації до цієї повісті
- 1984 — «Заметіль» (ТБ, СРСР). Режисер Петро Фоменко